# Brady Canfield
Brady Canfield (26 de abril de 1963) es un deportista estadounidense que compitió en skeleton. Ganó una medalla de bronce en el Campeonato Mundial de Skeleton de 2003.

## Palmarés internacional
| Campeonato Mundial | Campeonato Mundial | Campeonato Mundial | Campeonato Mundial |
| Año                | Lugar              | Medalla            | Prueba             |
| ------------------ | ------------------ | ------------------ | ------------------ |
| 2003               | Nagano (Japón)     | Medalla de bronce  | Individual         |